# Coupeville
Coupeville è un comune degli Stati Uniti d'America, situato nello Stato di Washington, nella Contea di Island, della quale è anche il capoluogo.